# Ducatul de Trento
Ducatul de Trento (Tridentum) a fost un ducat autonom al longobarzilor, instaurat de către Euin de Trento în perioada interregnum-ului din Regatul longobard dintre anii 574 și 584 care a urmat asasinării regelui Alboin. Centrul teritoriului aflat în stăpânirea lui Euin a fost vechiul oraș roman Tridentum (astăzi, Trento), situat în valea superioară a râului Adige, la poalele Alpilor din Italia de nord, unde ducatul constituia una dintre mărcile Regatului longobard.
Ducele de Trento împărțea puterea cu un episcop, care era nominal supus al patriarhului de Aquileia. În 574–575, trupele longobarde de aici au întreprins raiduri pustiitoare asupra văii râului Rhône, efectuând incursiuni devastatoare asupra ducatului francilor din Austrasia, care deținea controlul asupra pasurilor montane care duceau către Regatul Burgundiei. Euin s-a aflat în fruntea unei armate loiale față de regele Authari care a pătruns în jurul anului 589 în teritoriul ducelui de Friuli Gisulf I până în Istria. De asemenea, ducele de Trento a fost trimis în 591 de către regele Agilulf pentru a încheia o pace cu vecinii franci.
După moartea ducelui Euin din jurul anului 595, regele Agilulf l-a instalat pe Gaidoalf, care avea înclinații către romano-catolicism mai degrabă decât spre arianism, deși această din urmă credință era încă mai apropiată longobarzilor la acea vreme. După câteva fricțiuni între rege și duce, ei s-au reconciliat în anul 600. Ducatul de Brescia, până atunci separat, a fost atașat Ducatului de Trento odată cu domnia ducelui Alagis de Trento, un arian fervent și oponent al regelui Perctarit, însă ducele a fost înfrânt și ucis în bătălia de la Cornate d'Adda din 688.
Odată cu căderea Regatului longobard în 773–774 (Asediul Paviei), ducatul de Trento a trecut sub controlul regelui Carol cel Mare al francilor și al succesorilor carolingieni ai acestuia a suferit modificări structurale. După ce regele Otto I "cel Mare" al Germaniei a supus Regatul Italiei în 952, el a încorporat Trento în Marca de Verona. Poziția sa strategică prin care controla principalele pasuri și trecători de peste Alpi i-a determinat pe împărații romano-germani din secolul al XI-lea să îl învestească pe episcopul Ulrich al II-lea de Trento cu puteri temporale asupra unui teritoriu destul de extins, acționând ca un principe independent în cadrul Imperiului occidental, cu puteri și privilegii ducale. O succesiune a episcopilor-principi a continuat, cu excepția unor scurte intervale de timp,  până în 1802, an în care episcopatul a fost secularizat și a devenit parte componentă a Tirolului austriac.